# Distúrbios de 1920 na Palestina

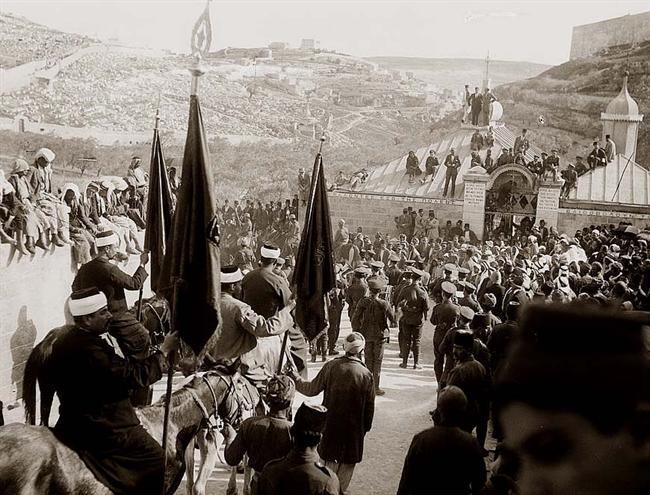
Procissão de Nebi Musa, 4 de abril de 1920.

Os distúrbios de 1920 na Palestina ou motins de Nebi Musa foram violentas revoltas árabes contra os judeus em Jerusalém sob domínio britânico, entre 4 e 7 de abril de 1920 dentro e fora da Cidade Velha de Jerusalém. Os motins ou distúrbios foram assim chamados pois ocorreram durante a comemoração do festival muçulmano local de Nebi Musa, após um aumento das tensões nas relações entre árabes e judeus por causa das implicações da imigração judaica e que coincidiram com uma série de ataques árabes contra judeus nas colônias judaicas na Galileia. Os discursos da liderança religiosa árabe local incitaram as multidões de muçulmanos, que tradicionalmente se reuniam em Jerusalém para a procissão religiosa, dando origem a uma onda de violência contra os judeus da cidade. Ao mesmo tempo, a administração militar britânica reagiu de forma irregular e atrasada, falhando na prevenção e na contenção de tais problemas, que duraram quatro dias. Como resultado destes eventos, a confiança entre os britânicos, judeus e árabes foi corroída. Uma das consequências disto foi o fato de a comunidade judaica buscar, cada vez mais, criar separadamente a sua própria infraestrutura e segurança autônomas, em paralelo ao da administração britânica.

## Consequências

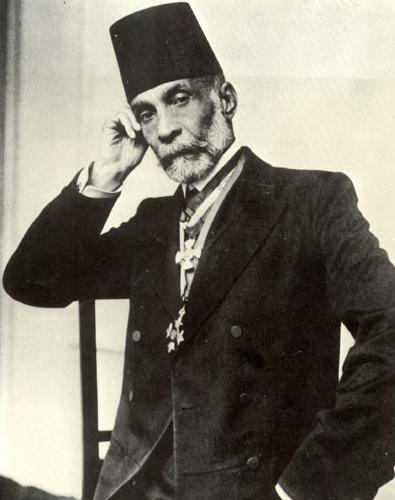
Musa Kazim al-Husayni, prefeito de Jerusalém, foi demitido pelos britânicos após os distúrbios de abril.

Mais de 200 pessoas foram julgadas como resultado dos distúrbios, incluindo 39 judeus. Musa Kazim al-Husayni foi substituído como prefeito pelo chefe do clã rival Nashashibi, Ragheb Bey Nashashibi. Amin al-Husayni e Aref al-Aref foram presos por incitamento, mas quando foram libertados sob fiança, ambos fugiram para a Síria. Em outra versão, al-Aref foi avisado e escapou antes de ser preso.  Na sua ausência, um tribunal militar condenou-os a 10 anos de prisão.
Os distúrbios árabes foram publicamente protestados por xeques de 82 aldeias nas áreas de Jerusalém e Jafa, que emitiram uma declaração formal dizendo que, em sua opinião, o assentamento sionista não era um perigo para suas comunidades. Declarações semelhantes seriam repetidas em telegramas enviados a Londres em 1922, quando centenas de xeques e mukhtars emprestaram sua autoridade e apoio à imigração judaica. O teor dessas posições era que tal imigração, como o próprio movimento sionista afirmava, melhoraria a vida dos árabes à medida que o desenvolvimento industrial avançasse. Os xeques que protestavam contra os tumultos e, mais tarde, enviavam telegramas ao secretário colonial britânico para expressar solidariedade com o programa sionista eram por vezes subornados para declarar esta posição pela Organização Sionista Mundial. Seus pareceres foram colhidos.  Soldados britânicos foram enviados para procurar armas em judeus a pedido da liderança árabe palestina. Eles revistaram os escritórios e apartamentos de Chaim Weizmann, chefe da Comissão Sionista, e Jabotinsky. Na casa de Jabotinsky, foram encontrados três fuzis, duas pistolas e 250 munições. Dezenove homens foram presos, mas não Jabotinsky, que foi para a cadeia por vontade própria para insistir em sua prisão. Um juiz militar o libertou porque ele não estava em casa quando as armas foram descobertas, mas ele foi preso novamente algumas horas depois.  Jabotinsky foi condenado por possuir a pistola que Storrs havia confiscado no primeiro dia do motim, entre outras coisas. A principal testemunha foi ninguém menos que Ronald Storrs, que disse "não se lembrar" de ter sido informado sobre a organização de autodefesa. Ele foi condenado a 15 anos de prisão e enviado para o Egito, mas no dia seguinte foi devolvido ao Presídio do Acre. O julgamento e a sentença de Jabotinsky criaram um alvoroço e foram protestados pela imprensa londrina, incluindo o The Times, e questionados no Parlamento britânico. Mesmo antes de os editoriais aparecerem, o comandante das forças britânicas na Palestina e no Egito, general Congreve, escreveu ao marechal Wilson que os judeus foram condenados muito mais severamente do que os árabes que cometeram crimes piores. Ele reduziu a pena de Jabotinsky para um ano, e a dos outros 19 judeus presos com ele para seis meses.
O novo governo civil sob Herbert Samuel concedeu uma anistia geral no início de 1921. No entanto, Amin al-Husayni e Aref al-Aref foram excluídos da anistia porque haviam fugido antes que suas condenações tivessem sido proferidas. Samuel perdoou Amin em março de 1921 e nomeou-o Mufti de Jerusalém. Quando o Conselho Supremo Muçulmano foi criado no ano seguinte, Husayni exigiu e recebeu o título de Grande Mufti uma posição que veio com mandato vitalício.  Além disso, o general Storrs tornou-se o governador civil de Jerusalém sob a nova administração.
Quando os distúrbios começaram, a imigração judaica para a Palestina foi temporariamente interrompida pelos britânicos. Além disso, sentindo que os britânicos não estavam dispostos a defender os assentamentos judaicos de contínuos ataques árabes, os judeus palestinos criaram unidades de autodefesa, que passaram a ser chamadas de Haganá ("defesa"). Além disso, os distúrbios aumentaram o sentimento de nacionalismo palestino dentro da comunidade árabe palestina.